# Herb Zalewa
Herb Zalewa – jeden z symboli miasta Zalewo i gminy Zalewo w postaci herbu. Wizerunek herbu odtworzono z pieczęci z lat 1305–1334.

## Wygląd i symbolika
Herb przedstawia w niebieskim polu en face wizerunek Jana Ewangelisty ze złożonymi rękami, modlącego się w złotym kotle stojącym na ogniu barwy czerwonej. Obwódka herbu czarna, nimb złoty.